# Новый Мостяк
Новый Мостяк — село в Старокулаткинском районе Ульяновской области России, в составе Мостякского сельского поселения.
Население — 261 (2010) человек.

## История
В Списке населённых мест Российской империи по сведениям за 1859 год упоминается как казённая деревня Новый Мостяк (Яна-авыл) Хвалынского уезда Саратовской губернии, расположенная при реке Мостяк по правую сторону тракта из города Хвалынска в квартиру второго стана и в Кузнецкий уезд на расстоянии 48 вёрст от уездного города. В населённом пункте насчитывалось 114 дворов, проживали 364 мужчины и 365 женщин, имелись 2 мечети и училище. 
Согласно переписи 1897 года в Новом Мостяке проживали 937 жителей (465 мужчин и 472 женщины), из них магометан — 929.
Согласно Списку населённых мест Саратовской губернии 1914 года деревня Новый Мостяк относилась к Шиковской волости. По сведениям за 1911 год в деревне насчитывалось 199 дворов, проживали 1282 приписанных жителя (649 мужчин и 633 женщины) и 2 "посторонних" жителя (1 мужчина и 1 женщина), имелись 2 мечети и 2 мектебе. В деревне проживали преимущественно бывшие государственные крестьяне, татары и великороссы, составлявшие одно сельское общество.

## География
Село находится в пределах Приволжской возвышенности, являющейся частью Восточно-Европейской равнины, на реке Мостяк, на высоте около 120 метров над уровнем моря. Рельеф местности холмистый. В 2 км восточнее села и в 4 км западнее села — широколиственные леса (преобладающая порода — дубы). Почвы — чернозёмы выщелоченные.
Село расположено в 12 км по прямой в западном направлении от районного центра посёлка городского типа Старая Кулатка. По автомобильным дорогам расстояние до районного центра составляет 14 км, до областного центра города Ульяновска — 240 км. 
Часовой пояс
Новый Мостяк, как и вся Ульяновская область, находится в часовой зоне МСК+1. Смещение применяемого времени относительно UTC составляет +4:00.

## Население
Динамика численности населения по годам:
| Годы      | 1859 | 1897 | 1911 | 1989 | 2002 |
| --------- | ---- | ---- | ---- | ---- | ---- |
| Население | 729  | 937  | 1284 | ≈590 | 319  |

| 2010 |
| ---- |
| 261  |

Национальный состав
Согласно результатам переписи 2002 года татары составляли 99 % населения села. 

## Достопримечательности
- Памятник воинам-односельчанам, погибшим в годы Великой Отечественной войны (1989 г.)[11]